# 1791 aux échecs
| Années des échecs : 1788 - 1789 - 1790 - 1791 - 1792 - 1793 - 1794    |
| Décennies des échecs : 1760 - 1770 - 1780 - 1790 - 1800 - 1810 - 1820 |

Cet article présente les faits marquants de l'année 1791 aux échecs.

## Événements majeurs
- Première publication d’un livre d’échecs en russe. Il s’agit d’une traduction du livre de Benjamin Franklin, « Morals of Chess »[1].